# كلينتون ستيفنز
كلينتون ستيفنز (بالإنجليزية: Clinton Stephens)‏ هو لاعب كرة الريشة أمريكي، ولد في 13 أكتوبر 1919 في نيويورك في الولايات المتحدة، وتوفي في 19 سبتمبر 1995 في Ruxton-Riderwood, Maryland ‏ في الولايات المتحدة.